# 罗森海姆—库夫施泰因铁路
罗森海姆－库夫施泰因铁路（德語：Bahnstrecke Rosenheim–Kufstein）是由德国罗森海姆至奥地利库夫施泰因边境的一条复线铁路，全长32公里，于德国铁路的行车大纲中被标识为950号（KBS 950）。它在罗森海姆可与罗森海姆－萨尔茨堡铁路相接，在库夫施泰因边境可与库夫施泰因－因斯布鲁克铁路相接；并可进一步分别通过阿尔贝格铁路和布伦纳铁路将德国、奥地利西部以及意大利北部联系在一起。在全欧交通网络中，该铁路被纳入柏林－巴勒莫铁路轴线（1号轴线）的组成部分。罗森海姆至库夫施泰因之间于1858年全线贯通，目前为电气化铁路，电压制式为15千伏16⅔赫兹。

## 历史
1851年6月21日，巴伐利亚王国及奥地利帝国签订一项关于在两国之间修建一条接驳铁路的国家协定。由于维也纳和蒂罗尔州之间在当时并没有直达的铁路服务，因此双方在协定的第一项中同意，由巴伐利亚方负责修建一条从慕尼黑至萨尔茨堡附近边界的铁路和一条从罗森海姆至蒂罗尔州边界的一条铁路；奥地利方则根据协定的第二项，致力于修建从萨尔茨堡至穆爾河畔布魯克和从库夫施泰因至因斯布鲁克的铁路。其中，由罗森海姆－库夫施泰因之间的线路作为巴伐利亚马克西米利安铁路的一部分于1858年8月1日建成通车。

## 走向

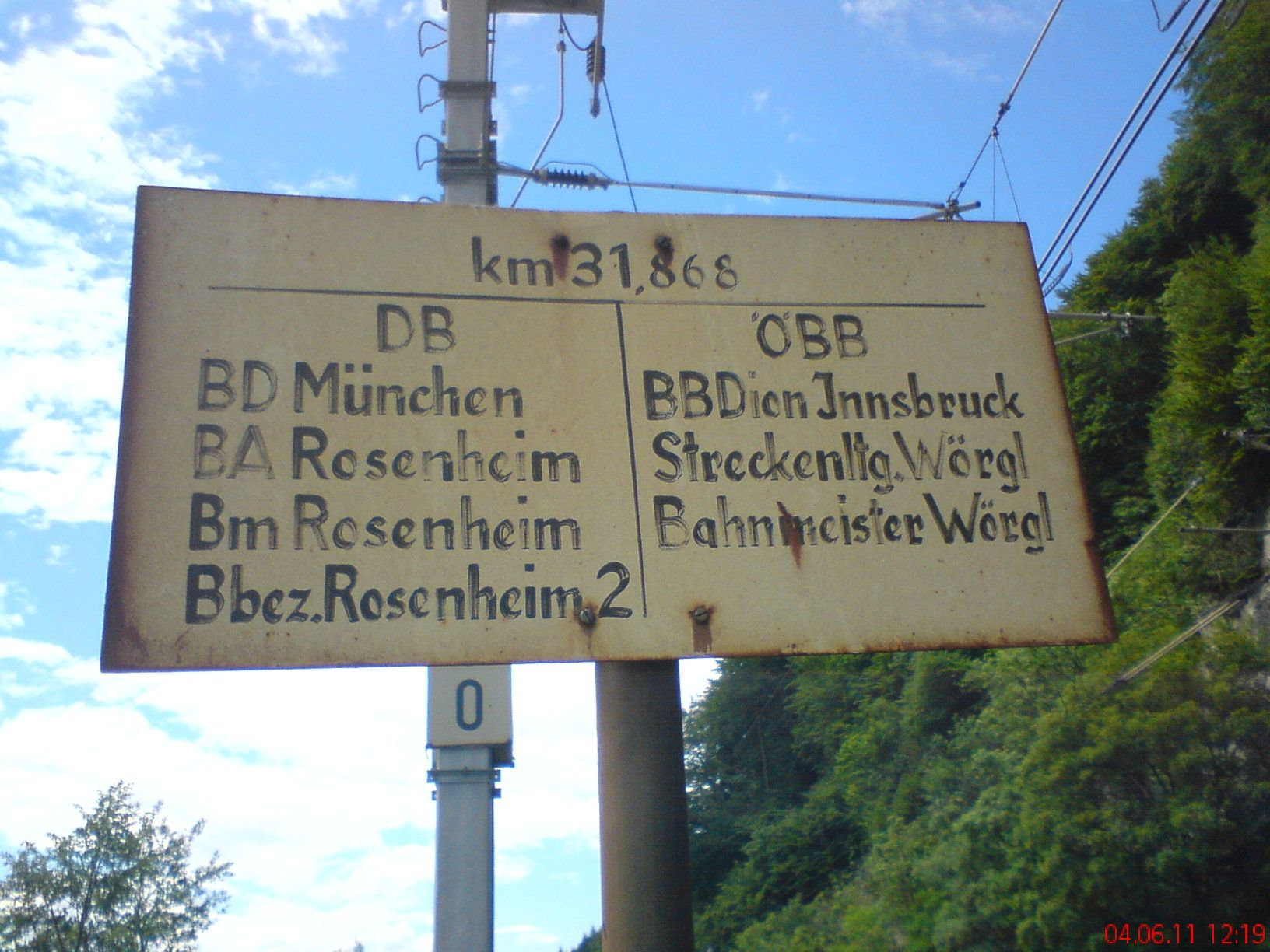
竖立于德奥两国边境的线路终点牌

线路自起点罗森海姆开始会一直向南行。在离开罗森海姆车站后不久，有一条单线的罗森海姆环形铁路汇入该线。该环形铁路是罗森海姆－库夫施泰因铁路和罗森海姆－萨尔茨堡铁路的联络线，于1982年2月8日建成，它允许奥地利的本土列车直接由萨尔茨堡往返于库夫施泰因之间，从而避免在德国领土内停留及在罗森海姆车站进行换向。此外，罗森海姆车站还可与慕尼黑－罗森海姆铁路、罗森海姆－米尔多夫铁路及芒法尔河谷铁路相接。
继续往南，线路会经过巴伐利亚的因河谷地。在劳布灵车站早前曾有一条准轨的工业铁路通往尼克海姆（Nicklheim）的泥炭工厂。在布拉嫩堡车站则设有岔道通往已在1961年关闭的窄轨铁路文德尔施泰因铁路。如今仍在运营的窄轨铁路是一条由基弗斯费尔登水泥厂至奥地利蒂尔塞采石场的工业专用线，它只在特定的日子才会开办运送乘客的瓦赫特尔快车。在基弗斯费尔登至库夫施泰因区间，线路会穿越边界进入奥地利。在当地，线路可与下因河谷铁路相接，并进一步通往因斯布鲁克。

## 运营
该线路是通往意大利的布伦纳铁路的北部供给线，并且是全欧交通网络1号轴线（柏林－巴勒莫铁路轴线）的组成部分。从罗森海姆至库夫施泰因附近边界之间的行车时间为15分钟（不停站），但由于线路经常存在临时限速，实际行车时间通常需要更长。线路开行有每小时一班通往因斯布鲁克的区域列车服务，但自2009年的运行图调整起，列车需要在库夫施泰因换乘。此外，发车频率为每两小时1班、由慕尼黑经因斯布鲁克及布伦纳铁路往返于意大利的德铁-奥铁欧城列车也途经该线。
奥地利联邦铁路还开办有途经该线、但不设停站的长途列车服务，连接维也纳－萨尔茨堡－因斯布鲁克－福拉尔贝格。其中在萨尔茨堡－因斯布鲁克之间开办有发车频率为每小时1班的欧城列车或锐捷列车班次。截至2009年，每日共有32班这一类型的“回廊列车”运行于罗森海姆－库夫施泰因铁路。

## 改造
对于在罗森海姆至库夫施泰因的路段进行四线铁路扩建的计划已进行了反复的讨论，这主要是为了满足当布伦纳基线隧道通车后所预期增长的运输量变化。进一步的改造计划包括在罗森海姆附近设立一条高效的支线，它将在大卡罗利嫩费尔德与主线分离，并在布拉嫩堡再次汇入主线。被纳入考虑的还有一项跨境隧道计划，它会在上奥多夫与主线分离，并跨越库夫施泰因与奥地利新造的新下因河谷铁路相接。
由于缺乏具体的融资机会，该线路目前主要正进行规模较小的改造项目。这些措施包括淘汰平交道口（最近一次是在弗林茨巴赫至布拉嫩堡之间）以及广泛安装隔音屏障，尤其是在高负荷使用的因河谷地周边市镇沿线。